# Tunç Murat Behram
Tunç Murat Behram (* 21. Juli 1990 in Mersin) ist ein türkischer Fußballspieler.

## Karriere
Behram begann mit dem Vereinsfußball in der Jugend von Mersin İdman Yurdu. Im Sommer 2007 erhielt er hier einen Profivertrag, spielte aber weiterhin für eine Spielzeit für die Jugendmannschaft. Um ihm die Möglichkeit auf Spielpraxis in einer Profiliga zu geben, wurde er an den Viertligisten Oyak Renault SK ausgeliehen. Hier kam er öfter zu Ligaeinsätzen und sammelte so erste Erfahrungen. Die nachfolgende Saison kehrte er zu Mersin İY zurück und spielte ein Jahr nahezu durchgängig als Stammspieler. Die Saison 2010/11 saß er zumeist auf der Ersatzbank, da der neue Trainer Nurullah Sağlam überwiegend auf die Dienste Behrams verzichtete. Zum Saisonende erreichte Behram mit seinem Verein die Meisterschaft der TFF 1. Lig und damit den direkten Aufstieg in die Süper Lig.
Zur neuen Saison wurde er an den Zweitligisten Istanbul Güngörenspor ausgeliehen und spielte hier eine Spielzeit.
Ende August 2012 wurde sein Wechsel zum Zweitligisten Şanlıurfaspor bekanntgegeben. Für die Spielzeit 2013/14 wurde Behram an Nazilli Belediyespor ausgeliehen.

## Erfolge
- Mit Mersin İdman Yurdu:
  - 2010/11 Meisterschaft der TFF 1. Lig
  - 2010/11 Aufstieg in die Süper Lig